# Peter Thomas Bauer
Peter Thomas Bauer (Budapest, 6 novembre 1915 – Londra, 2 maggio 2002) è stato un economista ungherese.
È celebre per la sua opposizione alla convenzione secondo la quale sono fondamentali gli aiuti stranieri per dare inizio allo sviluppo dei paesi del terzo mondo.

## Biografia
Nato con il nome Péter Tamás Bauer in una famiglia di origine ebraica, studiò giurisprudenza a Budapest prima di lasciare l'Ungheria per l'Inghilterra per studiare economia al collegio Gonville and Caius dell'Università di Cambridge, dove si laureò nel 1937.
Passò la maggior parte della sua carriera accademica alla Facoltà di economia dell'Università di Londra.
Nel 2002 vinse il Milton Friedman Prize, assegnato dal Cato Institute "per avere dato un contributo significativo all'avanzamento verso la libertà".

## Opere
- Peter Thomas Bauer, Dalla sussistenza allo scambio, Amartya Sen, Torino, IBL Libri, 2009.